# Thomas Spring Rice (2e baron Monteagle de Brandon)
Thomas Spring Rice (31 mai 1849 - 24 décembre 1926) est un homme politique et propriétaire foncier anglo-irlandais, qui aide à fonder la Ligue irlandaise du Dominion anti-partition et est une figure clé dans le développement de l'agriculture coopérative irlandaise.

## Famille et éducation
Thomas Spring Rice est le fils aîné de l'hon. Stephen Spring Rice (1814-1865) et son épouse, Ellen Frere. Il fait ses études à la Harrow School et au Trinity College de Cambridge . Il devient 2e baron Monteagle de Brandon en 1866 à la mort de son grand-père, l'ancien chancelier de l'Échiquier Thomas Spring Rice (1er baron Monteagle de Brandon), son père étant mort en 1865. Spring Rice est un membre actif de la Chambre des lords et passe une grande partie de son temps à Mount Trenchard House dans le comté de Limerick, d'où il gère ses domaines. Il possède également une propriété à Londres. En 1872, il assiste à une «Assemblée générale des membres et amis de la Société irlandaise pour le droit de vote des femmes» à Blackrock, comté de Dublin .
Le 26 octobre 1875, Spring Rice épouse Elizabeth Butcher (décédée le 27 avril 1908), la fille aînée du très révérend Rt. Hon. Samuel Butcher, évêque de Meath, dans le comté de Meath. Ensemble, ils ont trois enfants, qui sont élevés pour parler couramment irlandais.
- Stephen Edmond Spring Rice (1877-1900), décédé à Londres d'une fièvre contractée en revenant d'Australie [3]
- Mary Spring Rice (1880–1924), la militante nationaliste irlandaise décédée célibataire [4]
- Thomas Spring Rice (1883–1934), est décédé célibataire [5]

Son fils aîné est décédé avant lui, c'est pourquoi il est remplacé à sa pairie par son plus jeune fils. Après la mort de son fils sans héritier en 1934, sa pairie passe au frère de Thomas, Francis Spring Rice (1852–1937). Leur sœur est la poète Lucy Knox. Lord Monteagle est un cousin de Sir Cecil Spring Rice, ambassadeur britannique aux États-Unis de 1912 à 1918.

## Carrière politique
Comme son grand-père, Lord Monteagle est un unioniste modéré lorsqu'il prend son siège à la Chambre des lords. Il est initialement membre du Parti libéral et, en 1885, écrit une brochure intitulée Politique libérale en Irlande . L'année suivante, il devient unioniste libéral par crainte que le projet de loi de 1886 de Gladstone sur l'autonomie ne conduise à l'indépendance totale de l'Irlande et à la dissolution du Royaume-Uni . En conséquence, Lord Monteagle siège avec les pairs de l'Alliance unioniste irlandaise et il devient une figure de proue parmi les unionistes modérés du Sud. En tant que résident de l'Irlande, il est témoin de la détérioration de la situation politique au cours des années 1890. Il comprend progressivement que les unionistes devaient reconnaître que pour protéger l'Union, un accord de compromis et réalisable devrait être conclu avec les nationalistes irlandais . En 1911, il est membre fondateur, puis président, de la Proportional Representation Society of Ireland, estimant que la représentation proportionnelle aiderait à prévenir les conflits entre unionistes et nationalistes dans une Irlande autonome. En 1917, il aide à organiser la Convention irlandaise, utilisant ses relations personnelles pour s'assurer que les intérêts du Sinn Féin soient représentés après le refus de la direction du parti . La même année, il se présente publiquement comme un modéré qui croit toujours au principe de l'Union mais reconnait que cela ne fonctionne pas pour la majorité des Irlandais . Il tient à ce que l'Irlande ne soit pas divisée et en 1919, il quitte l'Alliance unioniste fracturée pour rejoindre la Ligue nationale irlandaise. La Ligue est sous la direction de son ami proche et collègue de coopération, Horace Plunkett ,. Il devient par la suite président de la branche londonienne de la Ligue et tente d'encourager le gouvernement de David Lloyd George à accorder le statut de dominion à une Irlande unie conformément aux vues de la Ligue . En juin 1920, il organise des réunions entre des représentants du gouvernement britannique et le nationaliste George Gavan Duffy . Un mois plus tard, il propose le Dominion of Ireland Bill à la Chambre des Lords, en même temps que la Loi sur le gouvernement de l'Irlande de 1920 est débattue au Parlement britannique . Son projet de loi aurait accordé un régime autonome étendu à une Irlande unie, avec la responsabilité de toutes les affaires intérieures en tant que dominion au sein de l'empire. Monteagle fait valoir que les affaires étrangères et la défense de l'Irlande devraient, cependant, rester sous la responsabilité du gouvernement de Westminster. Opposé à la fois au comte conservateur de Dunraven, qui plaide pour une union fédérale par décentralisation, et à des pairs libéraux soutenant le projet de loi du gouvernement, le projet de loi de Monteagle est rejeté en deuxième lecture le 1er juillet 1920, par 28 voix pour contre 41 voix contre .
Il provoque l'indignation dans la communauté unioniste en Irlande lorsque, dans une lettre de février 1920 au Times, il appelle à la fin de la déportation et de l'internement sans procès des politiciens du Sinn Féin récemment élus .
Lord Monteagle est nommé Chevalier de l'Ordre de Saint-Patrick le 9 février 1885; sa bannière armoriale est accrochée dans le hall de St Patrick, au château de Dublin aux côtés de ceux d'autres chevaliers. Il est lieutenant adjoint du comté de Limerick. Il est l'un des fondateurs de l'Irish Agricultural Organization Society aux côtés de Plunkett, lui succédant à la présidence de la société, et est un partisan de l'économie des coopératives agricoles . Il est président de la Statistical and Social Inquiry Society of Ireland entre 1882 et 1884.